# مجید قاری‌زاده
مجید قاری‌زاده (زادهٔ ۱۳۳۴) کارگردان ایرانی است. وی فعالیت هنری خود را با عکاسی فیلم و عکاسی صنعتی آغاز کرد. او ساخت فیلم را در ۱۳۵۳ با عضویت در سینمای آزاد تهران و ساخت فیلم ۸ میلی‌متری مکث تجربه کرد.

## فیلمشناسی

### کارگردان
- رفقای خوب (۱۳۹۴)
- پسران آجری (۱۳۸۵)
- جوانی (۱۳۷۷)
- زن امروز (۱۳۷۵)
- بی‌قرار (۱۳۷۴)
- شقایق (۱۳۷۰)
- دخترم سحر (۱۳۶۸)
- سرزمین آرزوها (۱۳۶۶)
- پدربزرگ (۱۳۶۴)

### نویسنده
- رفقای خوب (۱۳۹۳)
- پسران آجری (۱۳۸۵)
- جوانی (۱۳۷۷)
- زن امروز (۱۳۷۵)
- شقایق (۱۳۷۰)
- دخترم سحر (۱۳۶۸)
- سرزمین آرزوها (۱۳۶۶)
- پدربزرگ (۱۳۶۴)
- آن سفر کرده (۱۳۶۳)

### تهیه‌کننده
- رفقای خوب (۱۳۹۳)
- پسران آجری (۱۳۸۵)
- جوانی (۱۳۷۷)
- زن امروز (۱۳۷۵)
- شقایق (۱۳۷۰)
- سرزمین آرزوها (۱۳۶۶)